# Олноа сир Сеј
Олноа сир Сеј (фр. Aulnois-sur-Seille) насеље је и општина у североисточној Француској у региону Лорена, у департману Мозел која припада префектури Шато Сален.
По подацима из 2011. године у општини је живело 237 становника, а густина насељености је износила 46,56 становника/km². Општина се простире на површини од 5,09 km². Налази се на средњој надморској висини од 180 метара (максималној 272 m, а минималној 187 m).

## Демографија
| 1962. | 1968. | 1975. | 1982. | 1990. | 1999. | 2011. |
| ----- | ----- | ----- | ----- | ----- | ----- | ----- |
| 221   | 235   | 213   | 205   | 214   | 249   | 237   |

График промене броја становника у току последњих година